# Conchillas

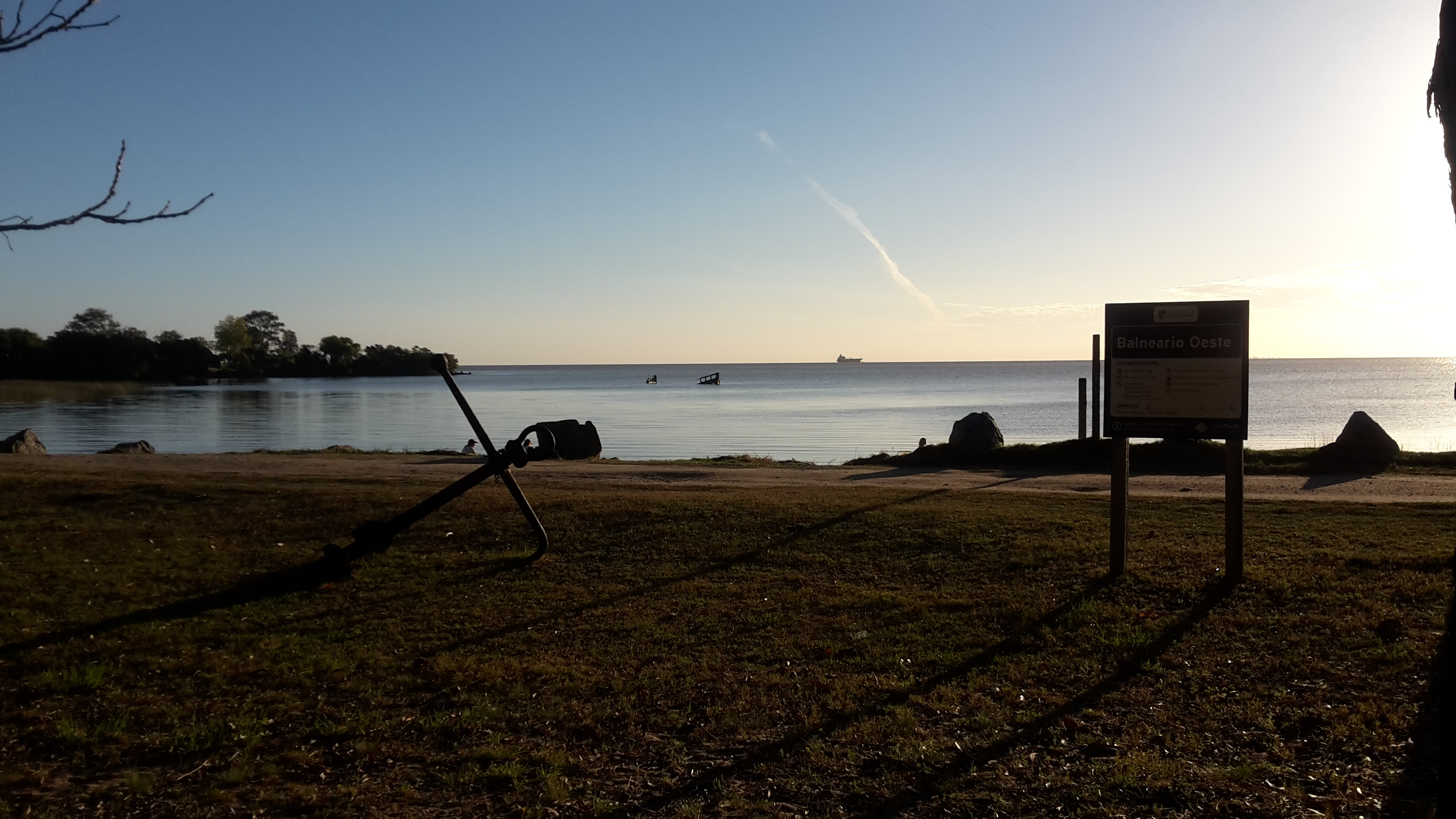
Playa del Balneario del Oeste de Conchillas (Uruguay)

Conchillas es una localidad uruguaya del departamento de Colonia.

## Localización
Conchillas se encuentra ubicado en la zona oeste del departamento de Colonia, junto al arroyo homónimo (también llamado Arroyo San Francisco), a 2 km de la Ruta 55, a 7 km de la Ruta 21 y a igual distancia del Río de la Plata, a 50 km de la capital departamental, Colonia del Sacramento y a 40 km de la ciudad de Carmelo.

## Contexto
Conchillas ha sabido preservar sus tradiciones; las construcciones por ordenamiento municipal se mantienen en forma original, y con una población de apenas 500 habitantes, esta ex factoría inglesa de fines del siglo XIX, que debe su nombre a las formaciones de sus costas, se encuentra enmarcada en un espléndido entorno natural entre los montes naturales y el Río de la Plata.

## Entorno ecológico
El entorno se conserva en estado salvaje, rodeado de monte indígena, el paisaje policromático se enriquece con aromas y sonidos agradables, resaltando como fortaleza que no existe ningún tipo de contaminación ambiental.
Proximidad al Río de la Plata y al Arroyo San Francisco:
A 7 km por ruta asfaltada tenemos el Río de la Plata y el tranquilo Balneario del Oeste, desde donde por las noches se visualizan las luces de la Ciudad de Buenos Aires. También ahí encontramos el Puerto Inglés, uno de los pesqueros más generosos del Río de la Plata; tanto sus playas fluviales como las aguas del Arroyo San Francisco son excelentes para tomar baños y practicar deportes náuticos, teniendo en este arroyo que desemboca al río, un importante atracadero de yates.

## Historia

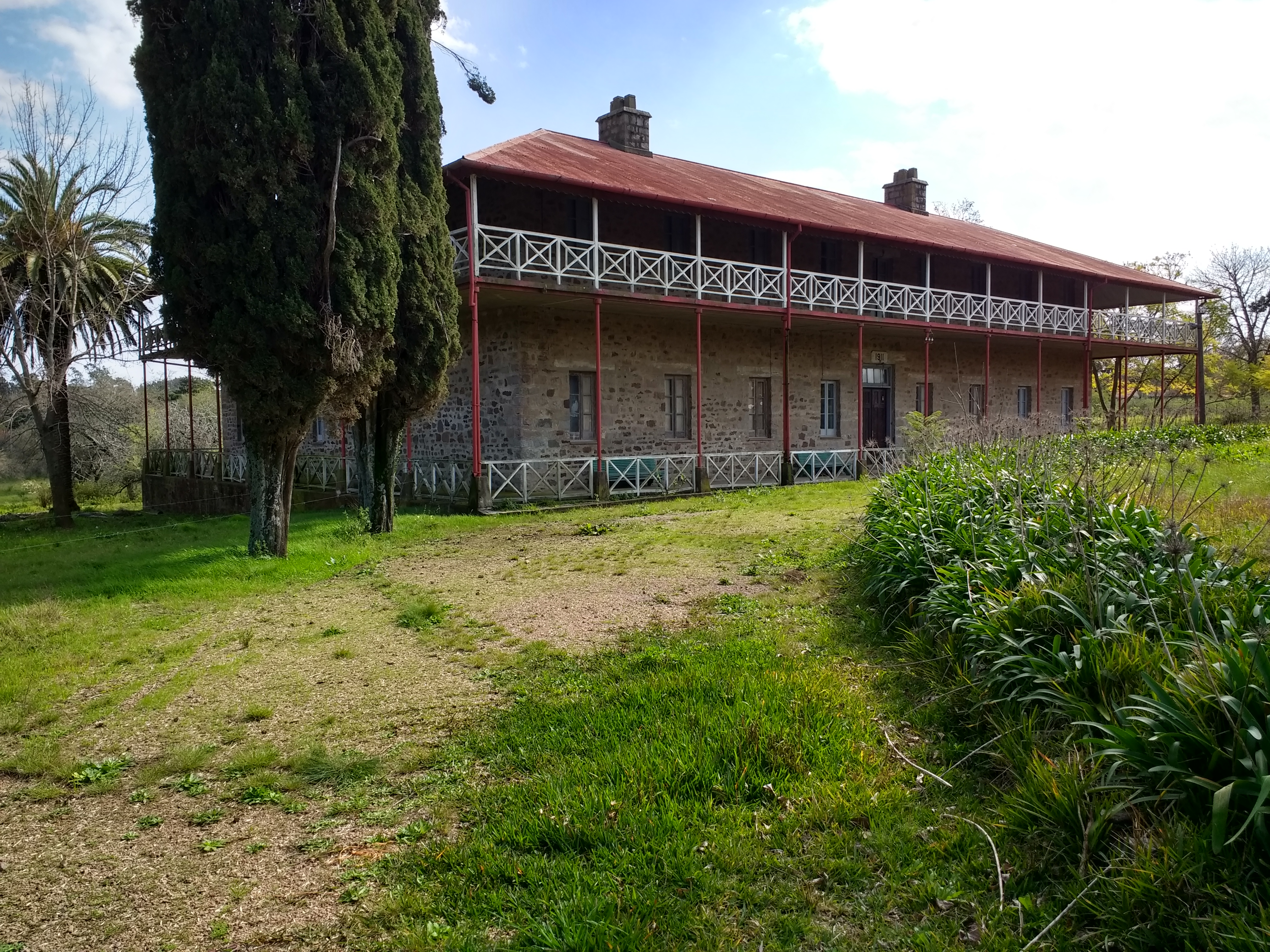
Hotel Conchillas, inaugurado en 1911

Su nacimiento está ligado a la decisión tomada por el entonces Gobierno de Buenos Aires, allá por el año 1880, de construir un nuevo puerto de piedra que sustituyera el de madera, de forma de hacer competitiva a la Argentina con los puertos de Río de Janeiro y Montevideo.
Así, una decisión política tomada por una élite de gobernantes en un pequeño salón del gobierno porteño era el punto de partida para el nacimiento de este pueblo que guarda la magia inigualable de casas de gruesas paredes de piedra asentadas en cal o en barro, revocadas y pintadas de amarillo con techos de zinc a dos aguas de color rojo. Este singular estilo arquitectónico, casi único en el mundo, ha quedado como testimonio histórico de una época signada por el colonialismo inglés de ese entonces.
Ganada la licitación para la construcción del nuevo puerto por la compañía inglesa C. H. Walker & Co. Ltd., previos estudios técnicos, esta empresa descubre que del otro lado del Río de la Plata hay una zona muy próxima con grandes cantidades de piedra y arena.
La poderosa empresa inglesa comienza la transformación del escenario, llegan obreros calificados con máquinas, vagonetas y vías para trenes, obreros criollos se mezclan con trabajadores italianos, griegos, búlgaros, entre otras nacionalidades y comienza la construcción de casas para los operarios, hoy testimonio histórico de Conchillas.
Los ingleses marcaron a fuego la historia de Conchillas, no solo por sus construcciones sino por sus costumbres y la imposición de reglas propias como por ejemplo, la existencia de una moneda fabricada por la familia Evans, que tenía curso legal sólo dentro de la localidad (pero era aceptada en todo el territorio nacional), con la cual se adquirían y vendían toda clase de bienes en la misma y era con lo que los ingleses pagaban el salario a sus obreros.
La Segunda Guerra Mundial provocó la crisis del imperio inglés y ello repercutió en Conchillas, e insólitamente en el año 1951 fue vendido el pueblo entero incluido su cementerio a dos empresarios uruguayos: Capandeguy y Urrutia, quienes a su vez vendieron las viviendas y muchos de los campos a quienes ya los arrendaban, que son en su mayoría los actuales habitantes, traspasando el cementerio, la plaza y las oficinas públicas al Municipio.
Las paredes de piedra son testigos hoy de estos hechos históricos, leyendas, recuerdos y miles de anécdotas, y así Conchillas en el inicio de este nuevo milenio, es de las pocas localidades en el mundo que ha sabido preservar sus tradiciones ya que las construcciones por ordenamiento municipal se mantienen en su forma original, y con una población de apenas 500 habitantes, agrega al encanto de su tranquilidad, la bonomía de su gente y una espléndida naturaleza enmarcada por montes naturales y el río.

## Puerto Madero
En el año 1882 se aprueba el proyecto de construcción en la ciudad de Buenos Aires de un puerto artificial, presentado por un influyente comerciante de la época: Eduardo Madero, emparentado con el vicepresidente del país. Las obras comienzan tres años después y se concluyen en 1898, cuando queda finalizado el llamado Puerto Madero, que funcionaría como tal hasta 1990. A partir de ese año se desactiva el uso de las instalaciones portuarias para construir uno de los barrios más exclusivos de Buenos Aires.
Eduardo Madero había logrado el apoyo de una importante financiera de nivel mundial, la casa "Baring Brothers", de Inglaterra. Para la construcción contaría con la holandesa "Wayss & Freitag", que se encargaría de los edificios, y con la británica "Walker & Co." para las obras del puerto propiamente dichas.
Esta última descubre que del otro lado del Río de la Plata hay una zona muy próxima con grandes cantidades de piedra y arena.
El 24 de octubre de 1887 (fecha simbólica de la fundación de Conchillas) llegan representantes de "Walker & Co." a la zona donde posteriormente se instalarían, implantando su modo de vida, sus costumbres e, incluso, sus creencias.
La historia de Conchillas está cargada de particularidades. Es, según dicen, el primer pueblo del interior del país en tener energía eléctrica. La localidad tenía un sistema de salud de avanzada para la época, en el cual patrones y empleados aportaban a partes iguales para la asistencia médica. Contaban con educación gratuita, un tendido de vías férreas propio que se conectaba con las redes nacionales y hasta una "moneda" o ficha de circulación local.
El Pueblo de Conchillas, ubicado en la 7.ª Sección Judicial del departamento de Colonia, fue declarado "Monumento Histórico Nacional" el 24 de agosto de 1976 por Resolución del Poder Ejecutivo N.º 969/976.
La zona que hoy conocemos como Conchillas, incluidos el pueblo de este nombre, el Pueblo Gil y el antiguo y tradicional puerto, configuraban una valiosa extensión, que incluía el puerto sobre el Río de la Plata, médanos, cerros de piedra granítica y yacimientos calcáreos. Dentro de esos campos, el 24 de octubre de 1887 nace Conchillas.
La presencia de los ingleses y su propiedad del pueblo configuran un largo ciclo, próspero y de características muy peculiares.
Pero repentinamente todo habrá de cambiar, a causa de la retracción de los mercados argentinos y del deterioro que le produjo a Inglaterra la Segunda Guerra Mundial. Las consecuencias económicas, muy negativas entre los años 1950 y 1951, no pueden ser sobrellevadas por la empresa, y ésta vende sus campos e instalaciones en el año 1953, retirándose del país.
La empresa vende el pueblo y los campos, incluyendo las casas que figuran en los documentos como "mejoras", a dos hacendados, los señores Capandeguy y Urrutia. Los nuevos propietarios fraccionan y venden las casas a sus ocupantes. Muchos pobladores se ausentan, por cuanto escaseará el trabajo, al paralizarse la explotación de las canteras.

## Población
Según el censo del año 2011 la localidad cuenta con una población de 401 habitantes.

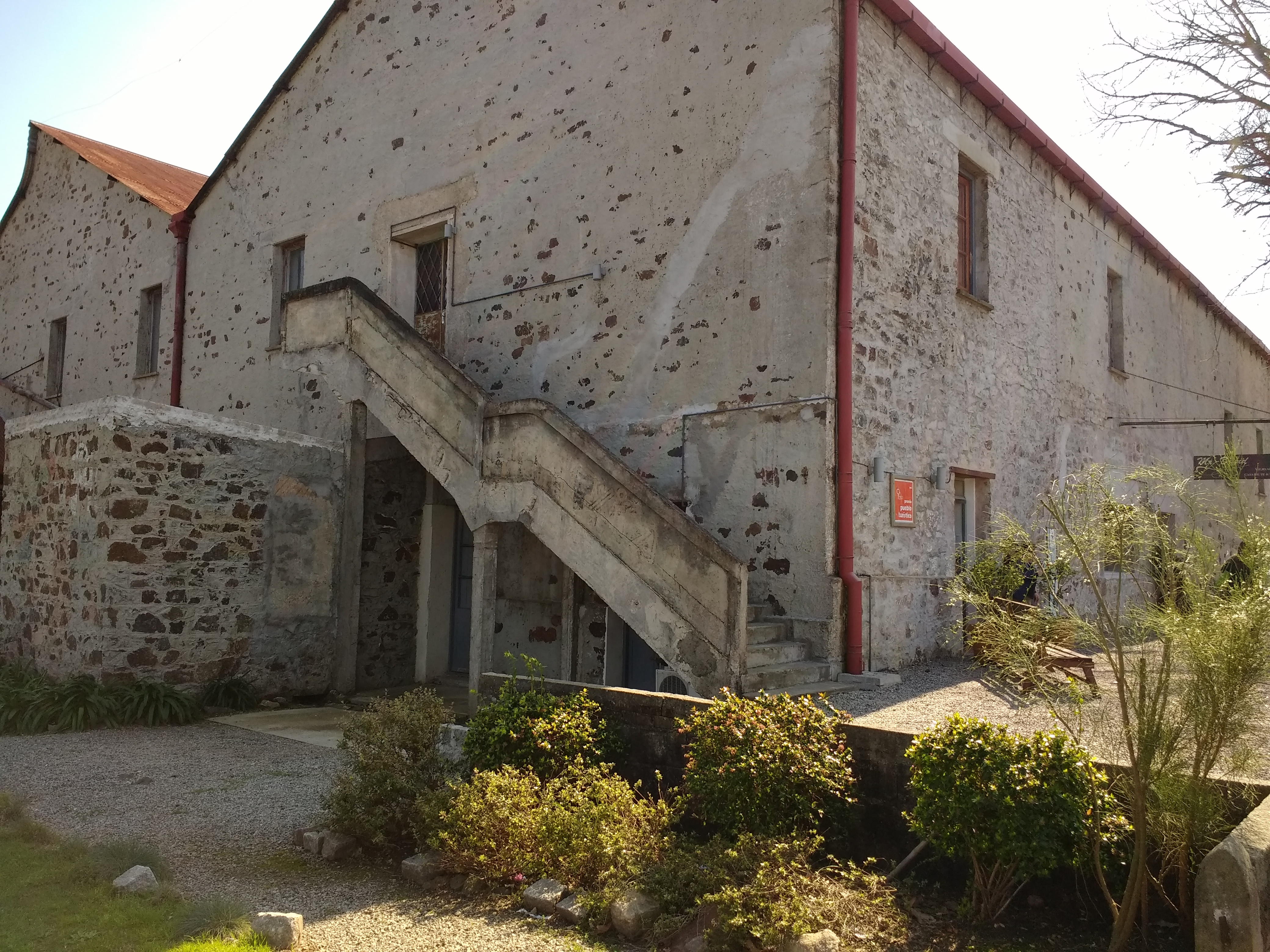
Casa Evans

| 3 149         | 825 | 765 | 727 | 784 | 756 | 401 |
| (Fuente: INE) |     |     |     |     |     |     |

## Tres emblemas de la localidad
- Casa "Evans y Cia.": entre las más importantes del país, es una firma que a partir de 1911 mueve enormes volúmenes en los diversos rubros, sirviendo a toda la zona, entre ellos, exportación de cereales, ganado, cueros, lana, madera e importación de maquinarias agrícolas, automotores, herramientas, comestibles, ropa, muebles y otros. La firma también -debidamente autorizada por el gobierno- acuñó una "moneda propia" (ficha de uso local), tuvo zona franca para uso privado y hasta un barco de gran tonelaje ("La Flor del Uruguay").

- Iglesia Anglicana: con un lenguaje arquitectónico similar a los anteriores, pero con pórtico adosado, muestra el deseo de los ingleses por compartir sus valores con la comunidad, con la escuela emplazada en un extremo del edificio y el templo en el otro. Luego pasaría a ser un Templo Evangélico Bautista.

- Hotel "Conchillas": destinado a alojar al personal jerárquico venido de Inglaterra, con capacidad para 200 personas, es un edificio de altísima calidad, estructurado en torno a un patio en "U" que se abre en un extenso parque de árboles aborígenes y trasplantados, con canchas de tenis y de bochas.